# Eueretagrotis sigmoides
Eueretagrotis sigmoides (tên tiếng Anh: Sigmoid Dart) là một loài bướm đêm thuộc họ Noctuidae. Nó được tìm thấy ở đông Bắc Mỹ. Ở miền nam Canada nó được tìm thấy từ Ontario đến miền trung Saskatchewan, và ở Hoa Kỳ từ Maine đến Minnesota, về phía nam đến tây Maryland, Ohio, và tây Kentucky. Gần đây nó còn được ghi nhận có mặt ở North Carolina và Tennessee.
Sải cánh dài khoảng 40 mm. Con trưởng thành bay từ tháng 6 đến tháng 7.